# Cyanopepla panamensis
Cyanopepla panamensis är en fjärilsart som beskrevs av Druce 1884. Cyanopepla panamensis ingår i släktet Cyanopepla och familjen björnspinnare. Inga underarter finns listade i Catalogue of Life.